# Injector

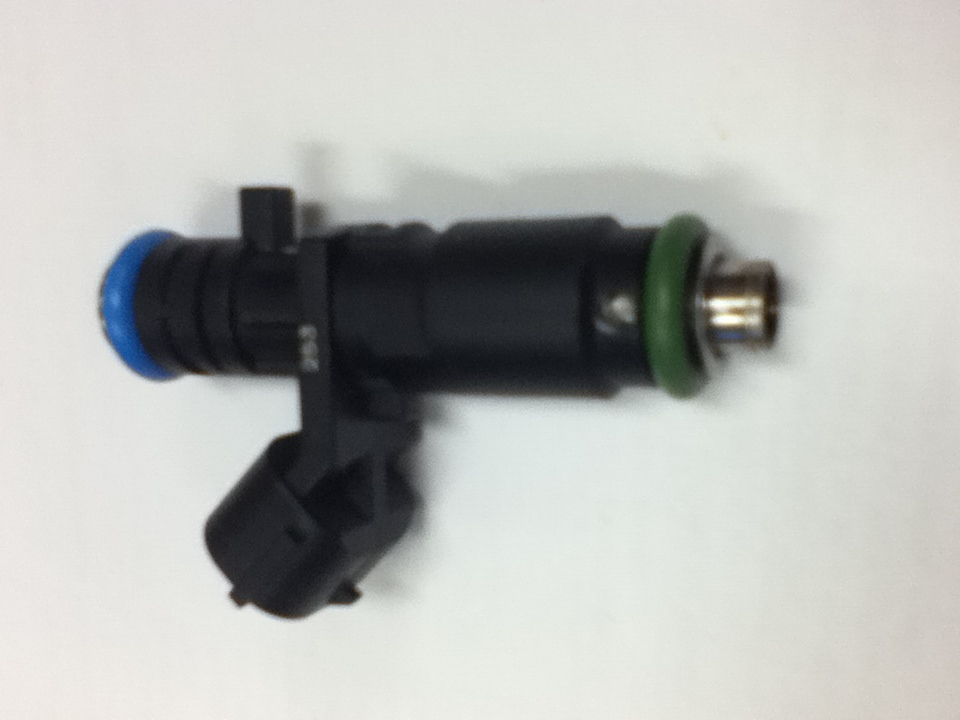
bico injetor de um Deka VII

O injetor, é um componente que tem a finalidade de pulverizar o combustível na câmara de combustão, injetando-o de forma gradual durante um curto espaço de tempo regulado pela tensão da mola. Exerce a sua função no final do 2º tempo (compressão) início do 3º tempo (Combustão/Explosão) de um motor de quatro tempos. O combustível vem imediatamente antes da bomba injetora, sob grande pressão, obrigando a que o bi-cone do injector recue, comprimindo a mola, e obrigando o gasóleo a sair pulverizado (devido ao estreitamento da saída e da grande pressão a que está sujeito).[carece de fontes?]